# Хаас, Марио
Марио Хаас (нем. Mario Haas; род. 16 сентября 1974, Грац) — австрийский футболист, нападающий. Игрок сборной Австрии с 1996 по 2007 годы.

## Карьера

### Клубная
Родился в г. Грац. Хаас играл большую часть своей карьеры в клубе «Штурм» из Граца, за исключением короткого пребывания во французской команде Страсбур. В 1998 году он вместе с командой выиграл чемпионат Австрии, в 1996 и в 1997 годах стал обладателем Кубка страны, а в 1999 году он сделал «золотой дубль» — стал чемпионом страны и обладателем национального кубка. Кроме того, в 2005 году он присоединился к японскому клубу «ДЖЕФ Юнайтед Итихара» Тиба J-лиги и провёл два достаточно успешных сезона, сумев выиграть Ямазаки Nabisco Cup (Кубок японской лиги) дважды (первые в истории трофеи клуба). С 2006 по 2012 годы играл за австрийский «Штурм».

### В сборной
Он дебютировал за сборную Австрии в апреле 1998 года в товарищеском матче против сборной США. Был участником Чемпионата мира по футболу-1998, где сыграл все 3 матча группового этапа. Всего за сборную он провёл 43 матча, забил 7 голов. Его последняя игра за сборную пришлась на май 2007 года, когда сборная Австрии провела товарищеский матч против сборной Шотландии. Когда тренер сборной Карел Брюкнер предложил ему сыграть в сборной в товарищеском матче против сборной Турции в ноябре 2008 года, он отказался, сказав, что хочет сконцентрироваться на своей игре в «Штурме».